# Alessandro Troncon

a Compétitions nationales et continentales officielles uniquement.

b Matchs officiels uniquement.
Dernière mise à jour le 12 août 2017.
Alessandro Troncon, né le 6 septembre 1973 à Trévise, est un joueur et entraîneur de rugby à XV italien. Il a joué en équipe d'Italie et évoluait au poste de demi de mêlée (1,78 m pour 85 kg).

## Biographie
Alessandro Troncon joue au plus haut niveau italien et français dans les clubs du Benetton Trévise et de l'ASM Clermont.
Alessandro Troncon est libéré de sa dernière année de contrat avec l'ASM Clermont Auvergne en août 2007 et met un terme à sa carrière en septembre 2007 après la coupe du monde.
Il devient en 2007 le joueur italien le plus capé de toute l'histoire puisqu'il dépasse le précédent détenteur Carlo Checchinato, il rejoint le cercle fermé des joueurs à plus de cent sélections. Son record est dépassé ensuite.
Il fait partie de l'encadrement technique de l'équipe nationale italienne. Fin 2013, il est chargé d'entraîner l'équipe nationale des moins de 20 ans à partir de la saison 2014.
À l'intersaison 2025, il est nommé directeur technique du centre de formation du Benetton Trévise.

## Carrière en équipe nationale
Il honore sa première cape internationale en équipe d'Italie le 7 mai 1994 à Parme par une victoire 62-15 contre l'équipe d'Espagne.
France –  Italie : 32 – 40
Points marqués :
- - France : 4 essais collectif (14e) Bondouy (52e, 82e), Sadourny (79e), 3 transformations d'Aucagne (14e, 52e, 82e), 2 pénalités d'Aucagne (20e, 24e)
  - Italie : 4 essais Francescato (5e) Gardner (34e), Croci (56e), Vaccari (74e), 4 transformations de Dominguez (5e, 34e, 56e, 74e), 4 pénalités de Dominguez (17e, 30e, 62e, 68e).

FRANCE : Sadourny, Ougier, Delaigue, Bondouy, Saint-André, Aucagne, Accoceberry, Costes, Pelous, Benetton, Miorin (Betsen), Merle, Tournaire, Dal Maso (Ibañez), de Rougemont.
Entraîneur : Jean-Claude Skrela.
ITALIE : Pértile; Vaccari, Bordon, I. Francescato (24e Mazzariol), Marcello Cuttitta; Domínguez, Troncon (39e et 42e Guidi); Gardner, Giovanelli, Sgorlon; Cristofoletto, Croci; Properzi, Orlandi, Massimo Cuttitta.
Entraîneur : Georges Coste.
Durant les années 1990 les Italiens construisent une bonne équipe qui rencontre des succès face aux équipes des cinq nations, comme ces deux victoires contre l'Irlande le 4 janvier 1997 (37-29) et le 20 décembre de la même année (37-22).
Le 22 mars 1997 ils gagnent pour la première fois une rencontre contre la France 40 à 32 à Grenoble,. Giambattista Croci est à la conclusion d'une action remarquable lors de cette rencontre. En janvier 1998, c'est l'Écosse qui tombe (25-21). La même année durant les qualifications pour la coupe du monde de 1999 ils perdent contre l'Angleterre 23 à 15 mais se plaignent au sujet d'un essai d'Alessandro Troncon que l'arbitre a annulé.
L'Italie intègre le tournoi depuis l'édition 2000, et Alessandro Troncon joue six tournois. Il n'a jamais remporté cette compétition puisque son palmarès est de quatre rencontres gagnées pour vingt-trois défaites, avec une meilleure performance de deux victoires pour trois défaites en un tournoi (2007).
Le dernier match d'Alessandro Troncon a lieu le 29 septembre 2007 au Parc des Princes contre l'équipe d'Écosse dans le cadre de la coupe du monde (16-18). Pour ce match décisif pour la qualification aux quarts de finale (les deux équipes sont à la lutte pour la deuxième place qualificative avec deux victoires et une défaite), l'équipe d'Italie est privée de son capitaine Marco Bortolami. Elle s'incline de deux points face à une équipe écossaise plus réaliste qui n'a pas marqué d'essai, mais a su inscrire les points qui se présentent. Paterson inscrit les six pénalités qui lui sont offertes. Malgré un essai du vétéran Troncon, les Italiens ne trouvent pas la solution face à des Écossais solides sous la pluie de Saint-Étienne. David Bortolussi, malheureux dans ses coups de pied (3 pénalités réussies sur 6 tentatives seulement), manque la pénalité de la gagne à trois minutes du terme. Pierre Berbizier quitte ses fonctions d'entraîneur du XV d'Italie.
Avec 57 matchs en commun, la paire de demi Troncon et Diego Dominguez forme la deuxième charnière de l'histoire du rugby mondial, derrière la paire australienne George Gregan et Stephen Larkham, qui totalise 78 rencontres.

## Palmarès

### En club
- Championnat d'Italie
  - Vainqueur (7) : 1992, 1997, 1998, 1999, 2003, 2004 et 2006
- Coupe d'Italie : 
  - Vainqueur (1) : 2005
- Championnat de France : 
  - Finaliste (2) : 2001 et 2007
- Challenge européen :
  - Vainqueur (1) : 2007

### En équipe nationale
- 101 sélections en équipe d'Italie entre 1994 et 2007
- 19 essais (95 points)
- 20 fois capitaine (2000, 2002, 2003, 2004, 2007)
- Sélections par année : 9 en 1994, 10 en 1995, 5 en 1996, 6 en 1997, 6 en 1998, 10 en 1999, 7 en 2000, 9 en 2001, 9 en 2002, 12 en 2003, 2 en 2004, 5 en 2005, 11 en 2007
- Tournois des Six Nations disputés : 2000, 2001, 2002, 2003, 2005, 2007

En coupe du monde :
- 2007 : 4 sélections (Nouvelle-Zélande, Roumanie, Portugal, Écosse), 1 essai (contre l'Écosse)
- 2003 : 4 sélections (Nouvelle-Zélande, Tonga, Canada, pays de Galles)
- 1999 : 3 sélections (Angleterre, Tonga, Nouvelle-Zélande)
- 1995 : 5 sélections (France, Argentine, Afrique du Sud, Roumanie, Nouvelle-Zélande)